# Grupo nilpotente
Em teoria dos grupos, um grupo G é Nilpotente se ele possui uma série finita de subgrupos, e acordo com a seguinte fórmula:
Cada subgrupo  {\displaystyle G_{i-1}} é normal em G e cada quociente {\displaystyle G_{i}/G_{i-1}\,} está contido em {\displaystyle Z\displaystyle {\left(G/G_{i-1}\right)}}, em que Z(X) é o centro do grupo X e {\displaystyle 1\leq i\leq n.} Tal série de subgrupos é chamada de série central de {\displaystyle G}.

## Exemplos
Todo grupo abeliano é nilpotente.